# Blepharicera apoensis
Blepharicera apoensis är en tvåvingeart som beskrevs av Alexander 1952. Blepharicera apoensis ingår i släktet Blepharicera och familjen Blephariceridae. Inga underarter finns listade i Catalogue of Life.